# Table d'offrandes
Une table d'offrandes est une table, généralement en pierre, sur laquelle on dépose des offrandes.
Dans l'art de l'Égypte antique, ce mobilier est fréquemment existant ou représenté dans les tombeaux.
Dans la culture chinoise, des tables d'offrandes sont dressées par les familles dans les temples - mais elles le font aussi chez elles-mêmes, à l'occasion du nouvel an chinois ou à l'approche des examens ; on y brûle de l'encens au centre et les offrandes sont disposées sur le pourtour de la table.
On en trouve également dans la religion chrétienne, placée à l'extérieur, près de l'entrée d'une église, ou à l'intérieur, dans la nef.

## Égypte antique
Les tables d'offrandes étaient en général accessibles (chapelle du propriétaire de la tombe) pour que les prêtres funéraires ou la famille du défunt puisse y accéder facilement et y apporter des offrandes. Elles étaient aussi souvent conçues pour offrir virtuellement des aliments dans la tombe.
Elles sont en général gravées de représentations d'aliments ainsi que d'un sillon permettant de les asperger d'eau et l'écoulement de l'eau.

### Tables d'offrandes célèbres
- Table d'offrandes d'Amenemhat II[1] : elle est ornée en son centre du signe Sema-Taouy, symbole des Deux Terres ; ses quatre côtés comportent des formules d'offrande adressées aux dieux Osiris et Anubis, gravées avec les noms de Sa-Rê et de Nesout-bity d'Amenemhat II ;
- Table d'offrandes d'Amenemhat III, Temple de Louxor ;
- Table d'offrandes du mastaba d'Akhethétep[2] : la table d'offrandes doit permettre à Akhethétep de se nourrir dans l'Au-delà. Elle est ornée d'un bassin de libation, d'une aiguière et sa bassine pour se laver les mains, de coupes sur leurs supports ; le hiéroglyphe au centre signifie être satisfait ;
- Table d'offrandes d'Amenardis[1] (voir photo ci-dessous) : elle est en granit et mesure 65 cm de long, 50 cm de large ;
- Table d'offrandes de Sennedjem[1] : cette table d'offrandes, découverte parmi le mobilier de la tombe de Sennedjem, est en bois peint et se présente comme une table classique de 49 cm de haut, 59 cm de long et 33 cm de large. Elle est dotée des boissons et aliments typiques sculptés sur sa surface ainsi que de deux bassins de libation où le prêtre funéraire pouvait verser de l'eau, du lait ou du vin ;
- Table d'offrandes du scribe Djéhoutymès[3] ;
- Table d'offrandes de Thoutmôsis III[4] ;
- Table d'offrandes au Musée des Beaux-Arts de Budapest : cette table d'offrandes comporte une inscription en démotique mentionnant la déesse Sothis « maîtresse de l'Orient », qui donne la vie à Pachnoumès.

### Photos de tables d'offrandes égyptiennes

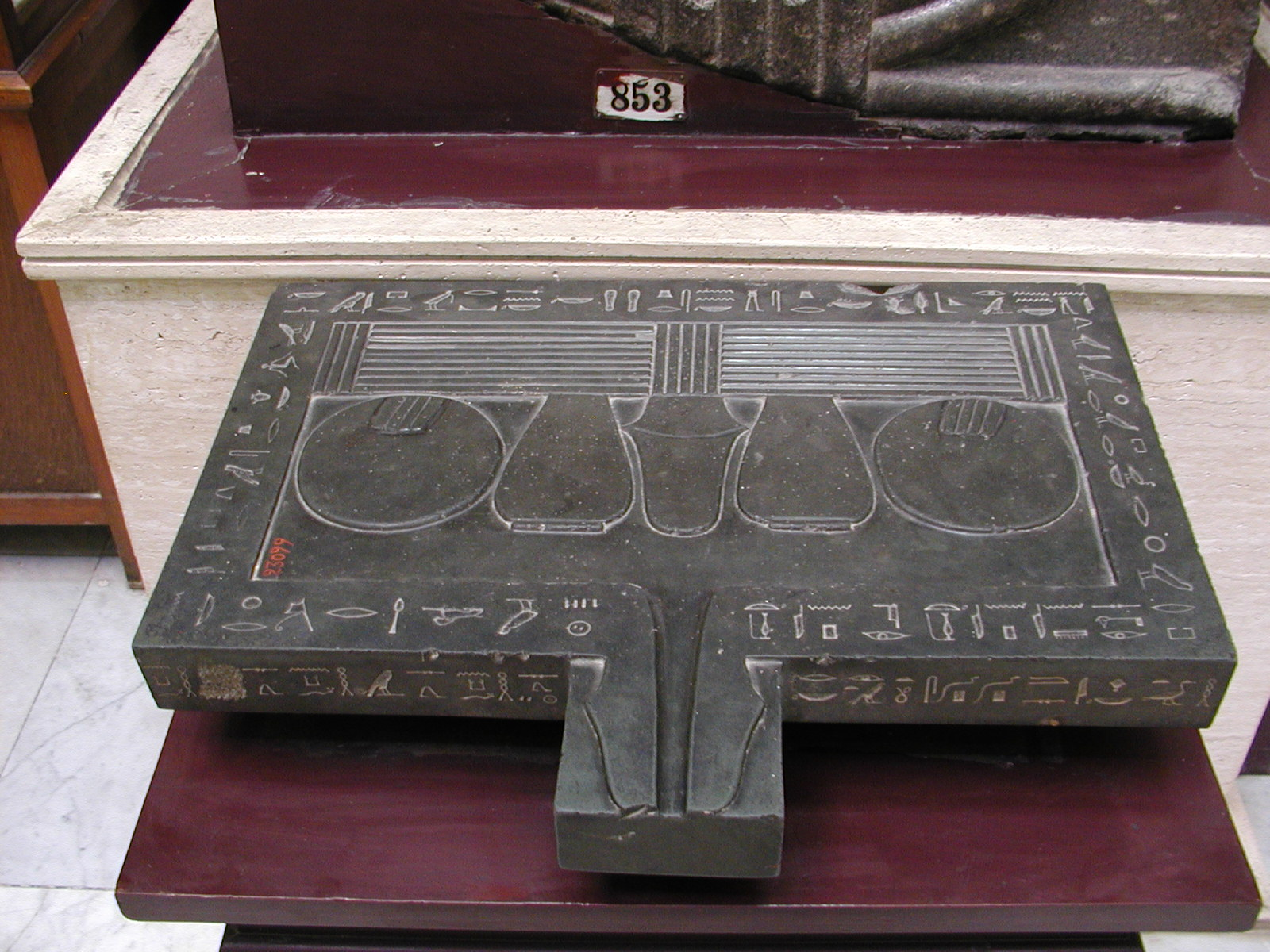
Table d'offrandes d'Amenardis (musée égyptien du Caire).
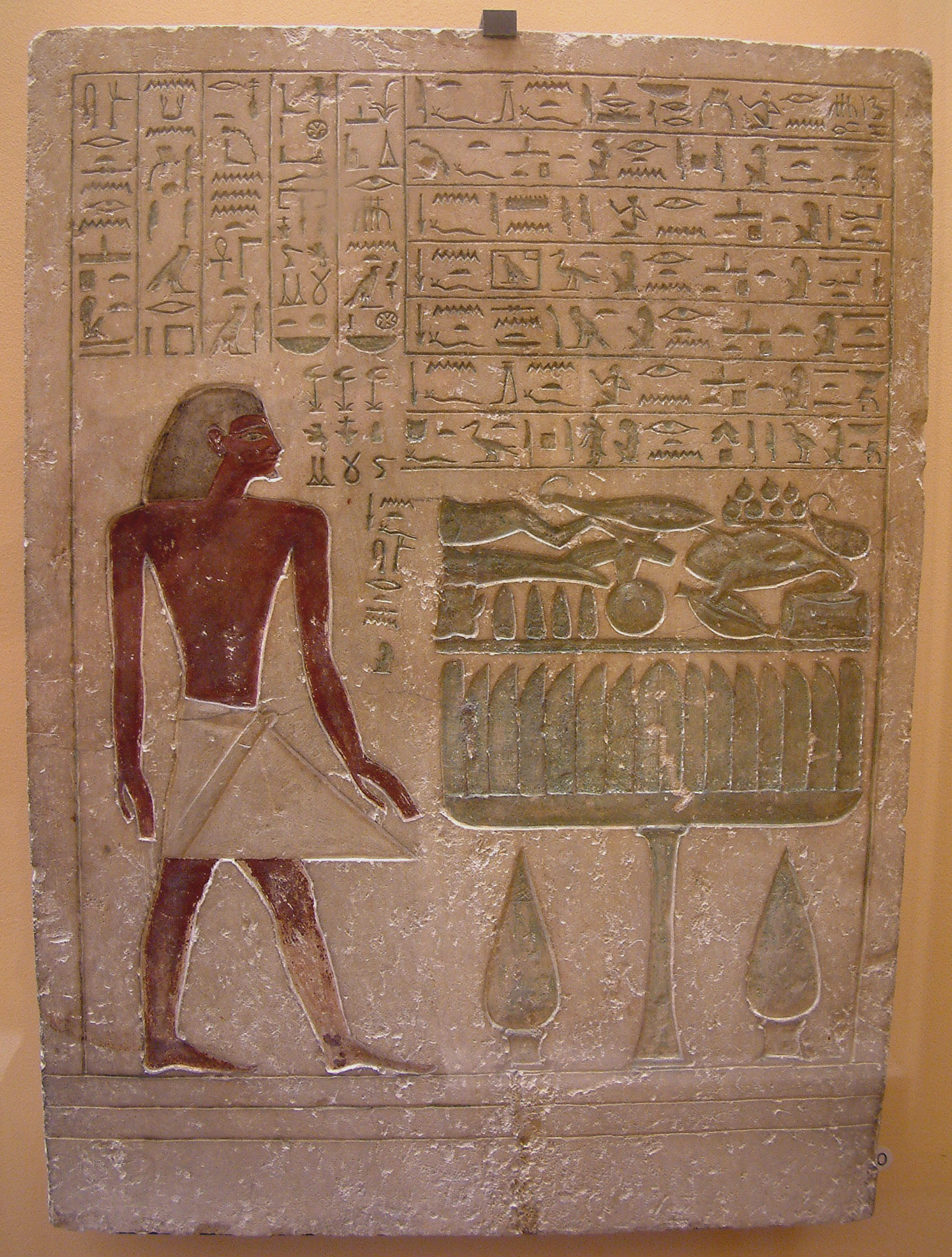
L'intendant Senousret devant sa table d'offrandes, milieu de la XIIe dynastie (Musée du Louvre).
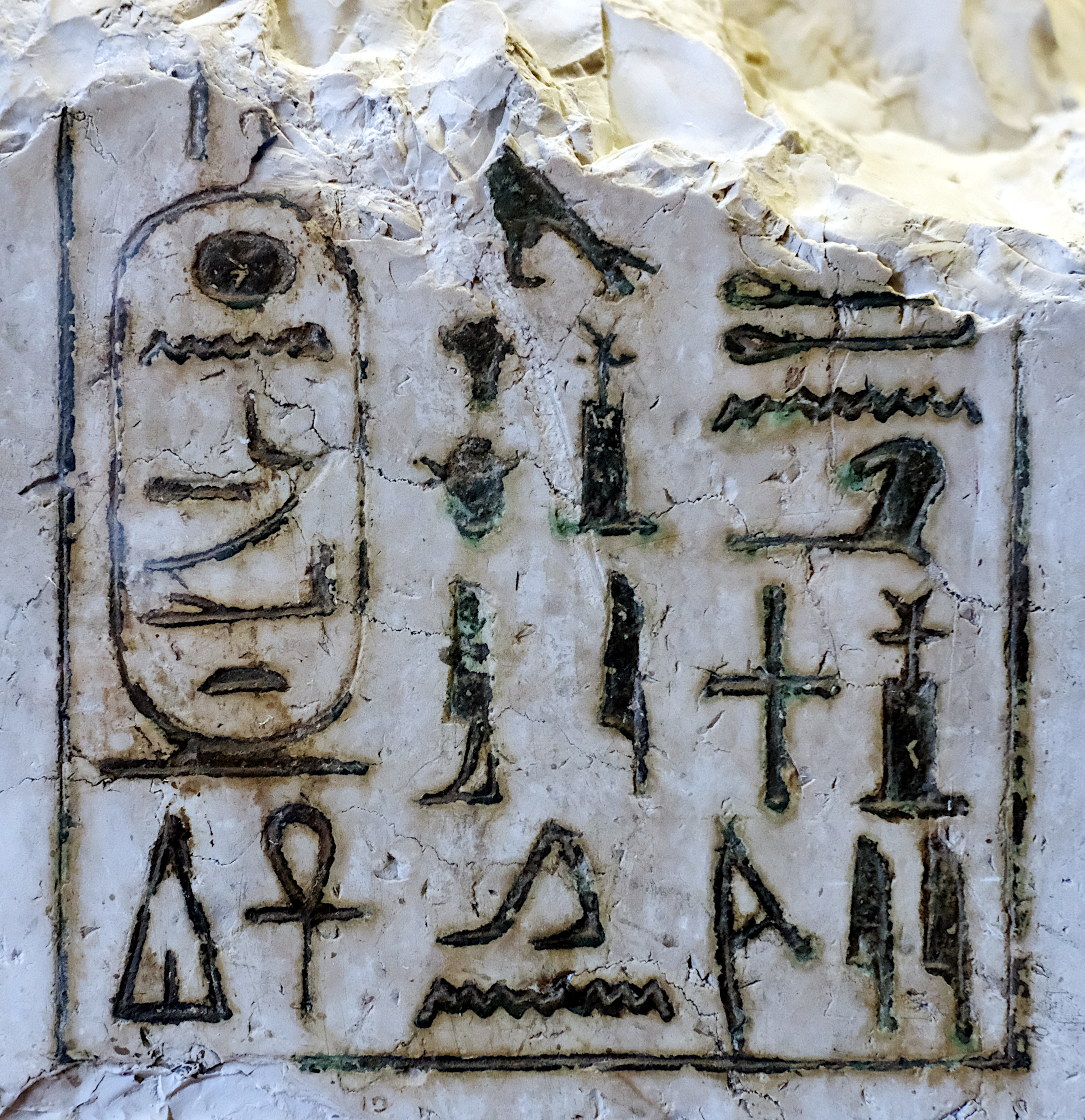
Fragment d'une table d'offrande monumentale à Amenemhat III, temple d'Amenemhat III à Hawara, Fayoum (Musée du Louvre).
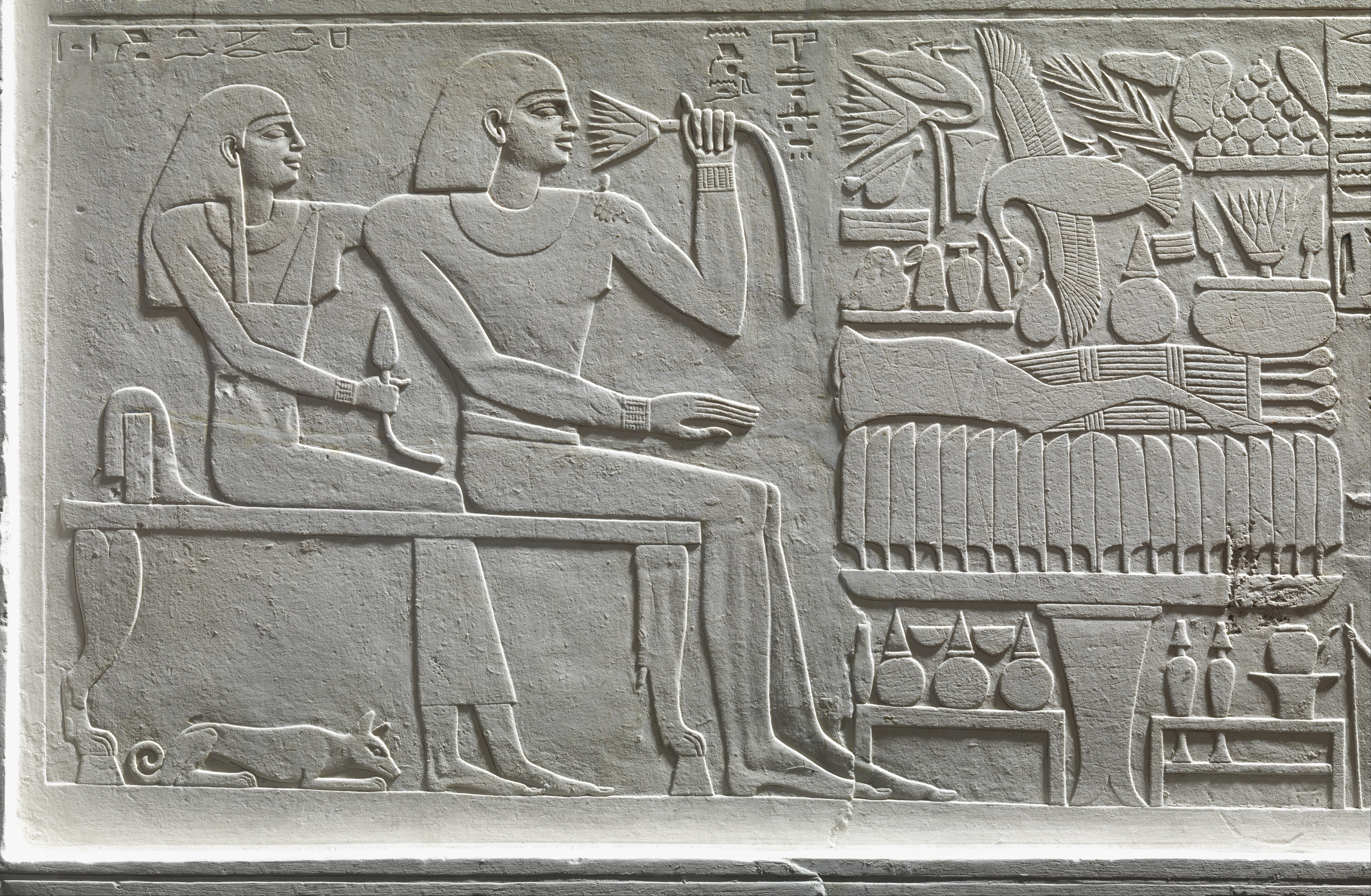
Antef, surveillant de la forteresse, et son épouse attablés devant leur table d'offrandes, XIe dynastie (Metropolitan Museum of Art).